# Aalto-universitetets högskola för konst, design och arkitektur
Aalto-universitetets högskola för konst, design och arkitektur (finska: Aalto-yliopiston taiteiden ja suunnittelun korkeakoulu) vid Aalto-universitetet i Helsingfors är Nordens största konsthögskola. Den nationella audiovisuella forsknings- och utvecklingsenheten Mediecentrum Lume finns även den vid samma högskola.
Skolan hette från 1885 Centralskolan för konstflit, från år 1949 Konstindustriella läroverket, från 1973 Konstindustriella högskolan och mellan 2010 och 2012 Aalto-universitetets konstindustriella högskola. År 2010 inlemmades en del av Tekniska högskolan och 2012 institutionen för arkitektur, tidigare en del av Aalto-universitetets högskola för ingenjörsvetenskaper.

## Historik
Den konstindustriella utbildningen i Helsingfors påbörjades 1871 som Slöjdskolan , från 1885 Centralskolan för konstflit, som drevs av Konstflitföreningen i Finland i Ateneum. Skolan, då senare omdöpt till Konstindustriella läroverket, övertogs av staten 1965 och ombildades till högskola 1973. Utbildningen bedrevs i Ateneumbyggnaden till 1986, då den flyttades till lokaler i den tidigare keramikfabriken Arabias lokaler vid Tavastvägen i Helsingfors.

## Institutioner och övriga enheter
- Institutionen för arkitektur
- Institutionen för design
- Institutionen för filmkonst och scenografi
- Institutionen för konst
- Institutionen för medier
  - Aalto Media Lab
- Mediacentrum Lume
- Västra Finlands designcentrum Muova

## Bildgalleri

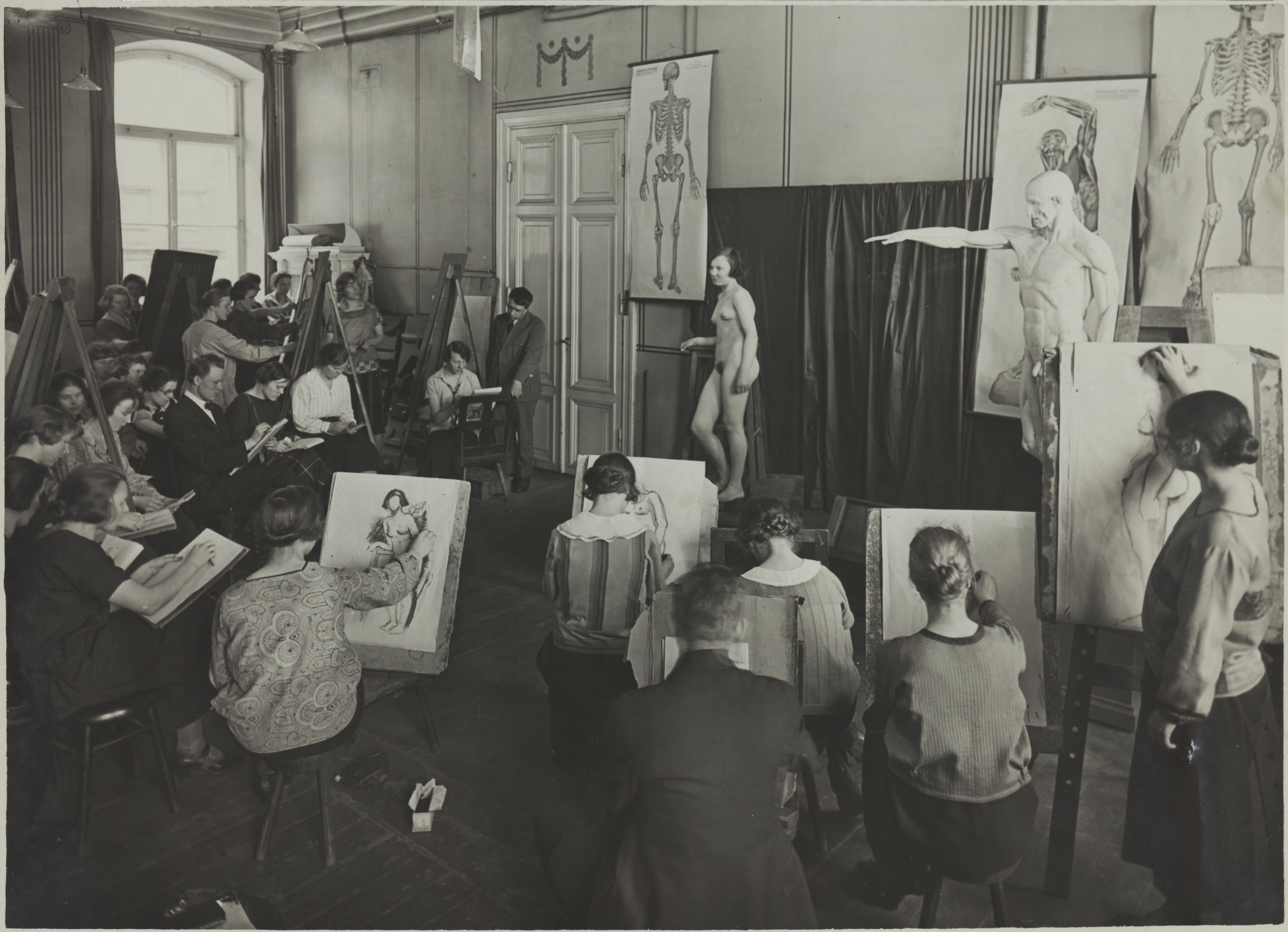
Ritlektion för J.A. Lindh på Centralskolan för konstflit på 1920-talet
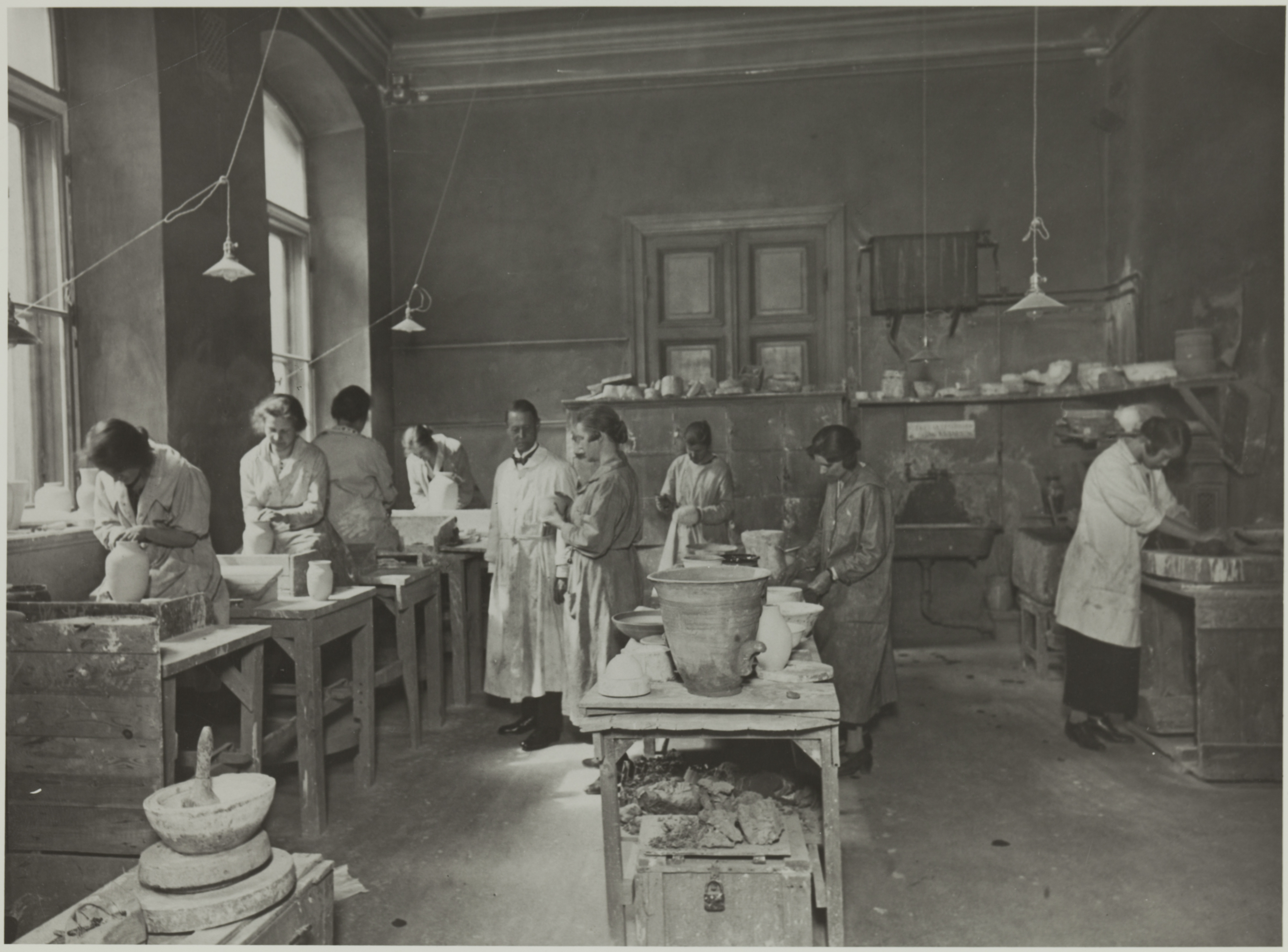
Keramikundervisning för Alfred William Finch på Centralskolan för konstflit på 1920-talet
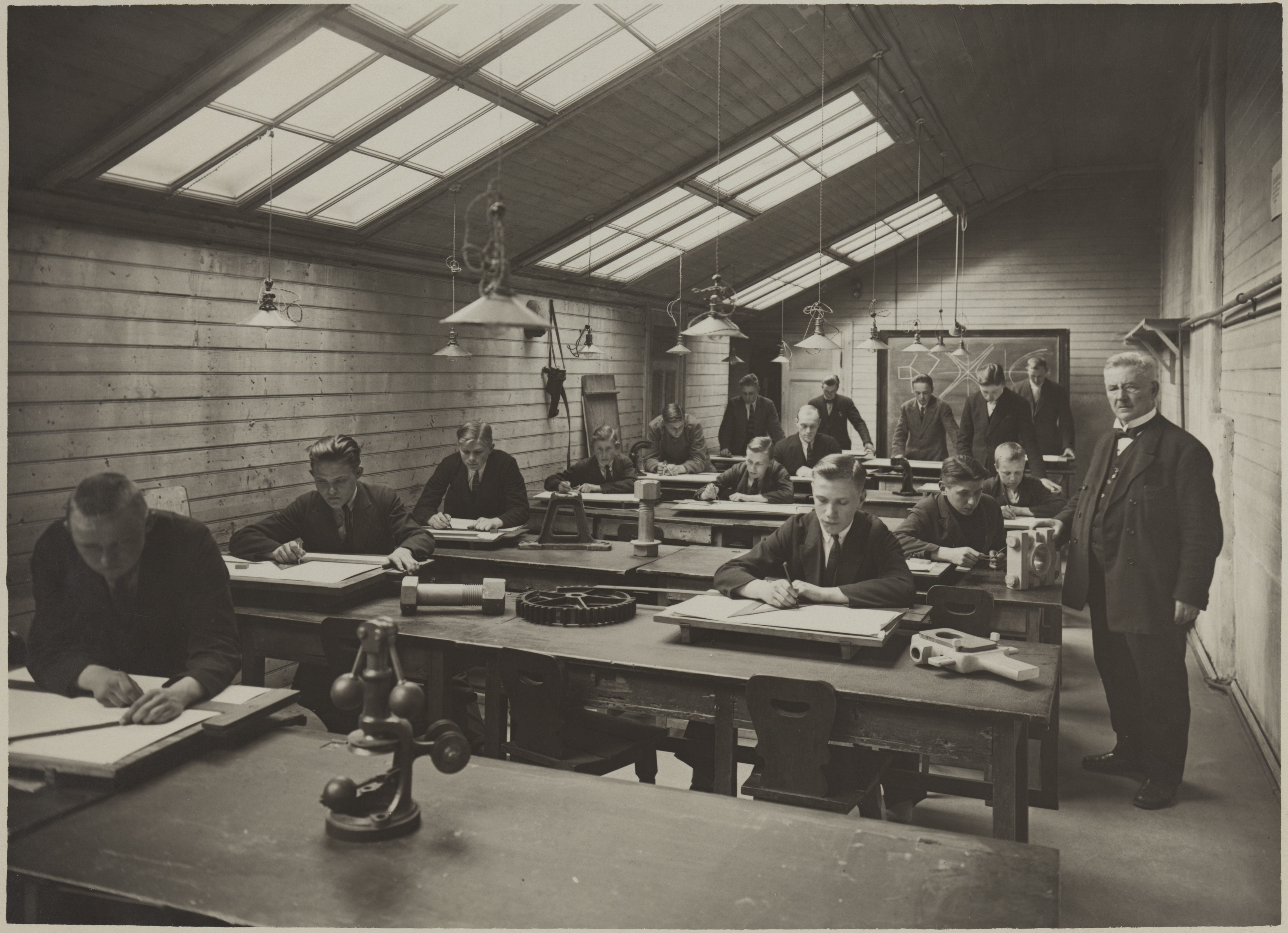
Teckningslektion på Centralskolan för konstflit på 1920-talet
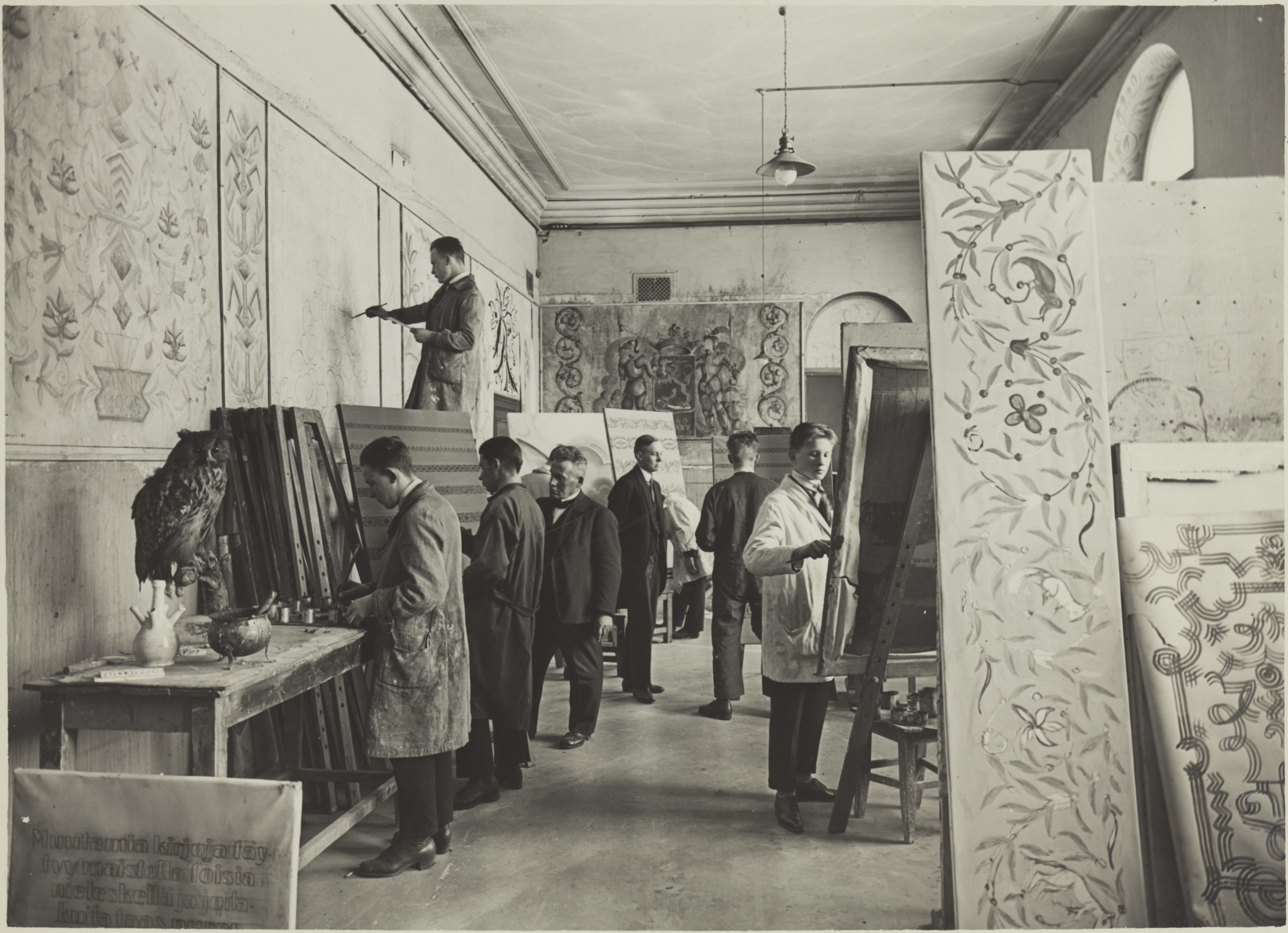
Dekormålerilektion på Centralskolan för konstflit på 1920-talet